# Mahongwé (langue)
Pour les articles homonymes, voir Mahongwé.
Le mahongwé est une langue bantoue parlée dans le nord-est du Gabon par les Mahongwés, un petit sous-groupe des Kotas.
Avec guère plus d'un millier de locuteurs (2000), cette langue pourrait être menacée.